# Maurice Krafft
Maurice Krafft (ur. 25 marca 1946 w Miluzie, zm. 3 czerwca 1991 w Japonii) – francuski wulkanolog, wraz z żoną Katią udokumentowali wiele erupcji wulkanicznych.

## Życiorys
Maurice Krafft studiował w Strasburgu, gdzie poznał Katię Conrad, z którą ożenił się później w 1970. Razem poświęcili się bez reszty badaniom wulkanologicznym. Podróżowali po całym świecie, filmując i fotografując ponad 150 wybuchów wulkanów, m.in. Etny (Włochy), Oldoinyo Lengai (Tanzania) czy Heimaey (Islandia). Ich zdjęcia erupcji wulkanu Mount St. Helens w 1980 obiegły świat i przyniosły im sławę. Napisali kilkanaście książek o tematyce wulkanologicznej, zrealizowali wiele filmów dokumentalnych. Zgromadzili również największą bibliotekę wulkanologiczną świata.
Zginęli razem, podczas kolejnej wyprawy badawczej, gdy podczas wybuchu wulkanu Unzen w Japonii zaskoczyła ich śmiercionośna chmura gorejąca.